# Campionati asiatici di badminton 1987
I Campionati asiatici di badminton 1987 si sono svolti a Semarang, in Indonesia. È stata la 8ª edizione del torneo, organizzato dalla Badminton Asia. Per la prima volta non sono stati disputati gli eventi individuali. 

## Podi
| Evento                  | Oro  | Argento   | Bronzo        |
| Gara a squadre maschile | Cina | Indonesia | Corea del Sud |